# Jan Kacper Heurich

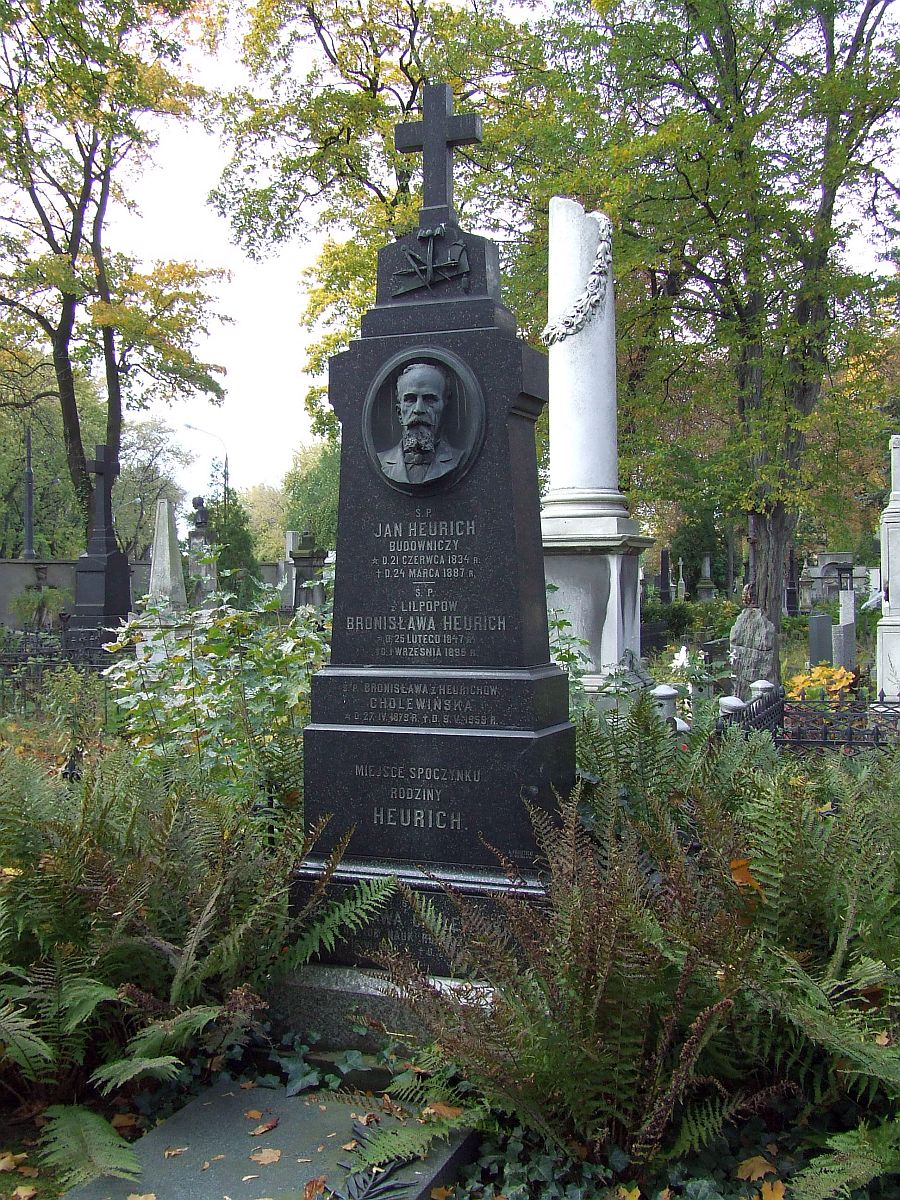
Grób Jana Heuricha na cmentarzu ewangelicko-augsburskim w Warszawie

Jan Kacper Heurich, Jan Heurich starszy (ur. 21 czerwca 1834 w Warszawie, zm. 24 marca 1887 tamże) – polski architekt, przedstawiciel eklektyzmu. Ojciec Jana Fryderyka.

## Życiorys
W 1856 ukończył warszawską Szkołę Sztuk Pięknych ze stopniem budowniczego kl. I i swoją praktykę rozpoczął u Henryka Marconiego. W 1862 uzyskuje stopień budowniczego kl. II, w 1866 budowniczego kl. III. W trakcie praktyki zwiedził Włochy, Francję i Niemcy, studiując zabytki architektury. Projektował założenie spółdzielczych wspólnot budowlanych budujących tanie mieszkania robotnicze. Położył też duże zasługi dla piśmiennictwa technicznego.
Został pochowany na cmentarzu ewangelicko-augsburskim w Warszawie.

## Ważniejsze prace w Warszawie
- Pałac Janaszów (1874−1975)
- dom Martwicha, ul. Marszałkowska 145 (1865)
- dom gminy ewangelicko-augsburskiej, ul. Kredytowa 2 (1866)
- dom, ul. Mokotowska 56 (1882)
- dom Temlerów, ul. Fredry 10 (1883)
- projekt przyozdobienia mostu Kierbedzia (wspólnie z Z. Wiślańskim)
- grobowce L. Otto i rodziny Janaschów
- rozbudowa kaplicy Halpertów[2]
- domy przy ulicach: Świętokrzyskiej 3, Zielnej 47 i Leszno 14
- Willa Lilpopa w Al. Ujazdowskich 29